# Helicopsyche rentzi
Helicopsyche rentzi är en nattsländeart som beskrevs av Donald G. Denning och Blickle 1979. Helicopsyche rentzi ingår i släktet Helicopsyche och familjen Helicopsychidae. Inga underarter finns listade i Catalogue of Life.

## Bildgalleri

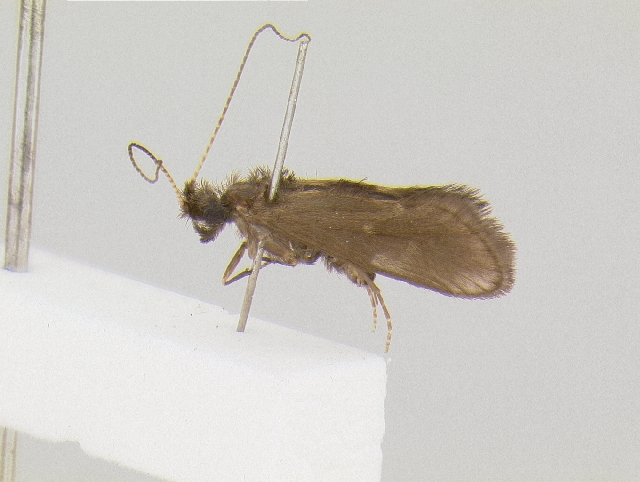